# Coti (álbum)
Coti es el álbum debut del cantante argentino Coti Sorokin. Contiene 11 canciones producidas por él mismo y por Cachorro López, grabadas en Buenos Aires, mezcladas en Miami y masterizadas en Madrid. Fue publicado en el 2003

## Detalles
En 2002, después de haber fichado por Universal Music Spain, Coti lanza desde España su álbum debut, titulado con el nombre del mismo cantante, que está precedido por el sencillo Antes que ver el sol y Nada fue un error, que incluye un dueto con Dani Martín.

## Canciones
| N.º | Título                                    | Escritor(es)                    | Duración |  |
| 1.  | «Mis planes»                              | Coti Sorokin                    | 3:54     |  |
| 2.  | «Antes que ver el sol»                    | Coti Sorokin                    | 3:38     |  |
| 3.  | «Nada fue un error» (con Andrés Calamaro) | Coti Sorokin                    | 3:28     |  |
| 4.  | «Olvidarla»                               | Coti Sorokin                    | 4:03     |  |
| 5.  | «Que la vida»                             | Coti Sorokin                    | 3:26     |  |
| 6.  | «Dónde vas»                               | Coti Sorokin · Sandra Corizzo   | 3:56     |  |
| 7.  | «Igual que ayer»                          | Coti Sorokin                    | 4:06     |  |
| 8.  | «El tren»                                 | Coti Sorokin                    | 3:57     |  |
| 9.  | «Lo mejor para los dos»                   | Coti Sorokin                    | 3:59     |  |
| 10. | «Buscar»                                  | Coti Sorokin                    | 4:09     |  |
| 11. | «Volando»                                 | Coti Sorokin · Marciano Cantero | 3:36     |  |
| 12. | «Antes que ver el sol» (con Dani Martin)  | Coti Sorokin                    | 3:41     |  |

## Cortes de difusión
- "Antes que ver el sol" (2003)
- "Nada fue un error (con Andrés Calamaro)[4]" (2003)